# 赵璋
赵璋（?—?），唐朝官员，黄巢大齐政权宰相，兼侍中。
881年1月16日（广明元年十二月十三日），黄巢称帝，在含元殿即皇帝位，定国号为大齐，册立其妻子曹氏为皇后。任命尚让为太尉兼中书令，赵璋为兼侍中，崔璆、杨希古并为同平章事，又任命太常博士皮日休为翰林学士。十二月二十日，黄巢命令唐朝百官到大齐宰相赵璋的宅第投报官位姓名者，可以恢复其官位。唐宰相豆卢瑑、崔沆及左仆射于琮、右仆射刘邺、太子少师裴谂、御史中丞赵濛、刑部侍郎李溥、京兆尹李汤由于来不及跟从唐僖宗出逃，留在长安，躲藏在民间，被黄巢军搜获，全部被杀死。883年（金统四年），黄巢命赵璋与尚让共率右军，在梁田陂阻击李克用军，兵败。